# Cementiri del Sant Crist
El Cementiri del Sant Crist o Cementiri Vell, nom pel qual se'l coneix popularment, és el cementiri més antic de Badalona (Barcelonès), que va substituir l'antic cementiri situat als voltants de Santa Maria de Badalona, per bé que actualment el principal cementiri de la ciutat en ús és el de Sant Pere, al barri de Pomar. El recinte està protegit com a bé cultural d'interès local, així com diverses tombes i panteons, obres de l'arquitecte Joan Amigó i Barriga, destacant el panteó modernista de la família Bosch, la tomba neogòtica de la família Botey i la de la família de l'alcalde Francesc d'Assís Guixeras i Viñas.

## Història
La seva creació respon a la Reial Ordre de Carles III (1775) que suprimia els cementeris parroquials dels nuclis urbans. Substituïa l'antiga sagrera situada davant de la parròquia de Santa Maria.
Encara que en el seu moment estava ubicat als afores de la Badalona de l'època, el 1884 s'ordenà la seva clausura per estar encerclat per nous habitatges. Tot i així, ha seguit en ús. El 1883 havia estat ampliat amb uns terrenys propietats d'Evarist Arnús. L'any 1922 es va començar a construir el nou al turó d'en Seriol.

## Descripció
És un recinte rectangular. Els nínxols deixen lloc al mig per a una capella rodejada de sepulcres de fossa i panteons de famílies i personalitats de Badalona (Pau Rodon, Enric Borràs, Ventós i Mir, Bosch...)

## Panteons

### Família Bosch

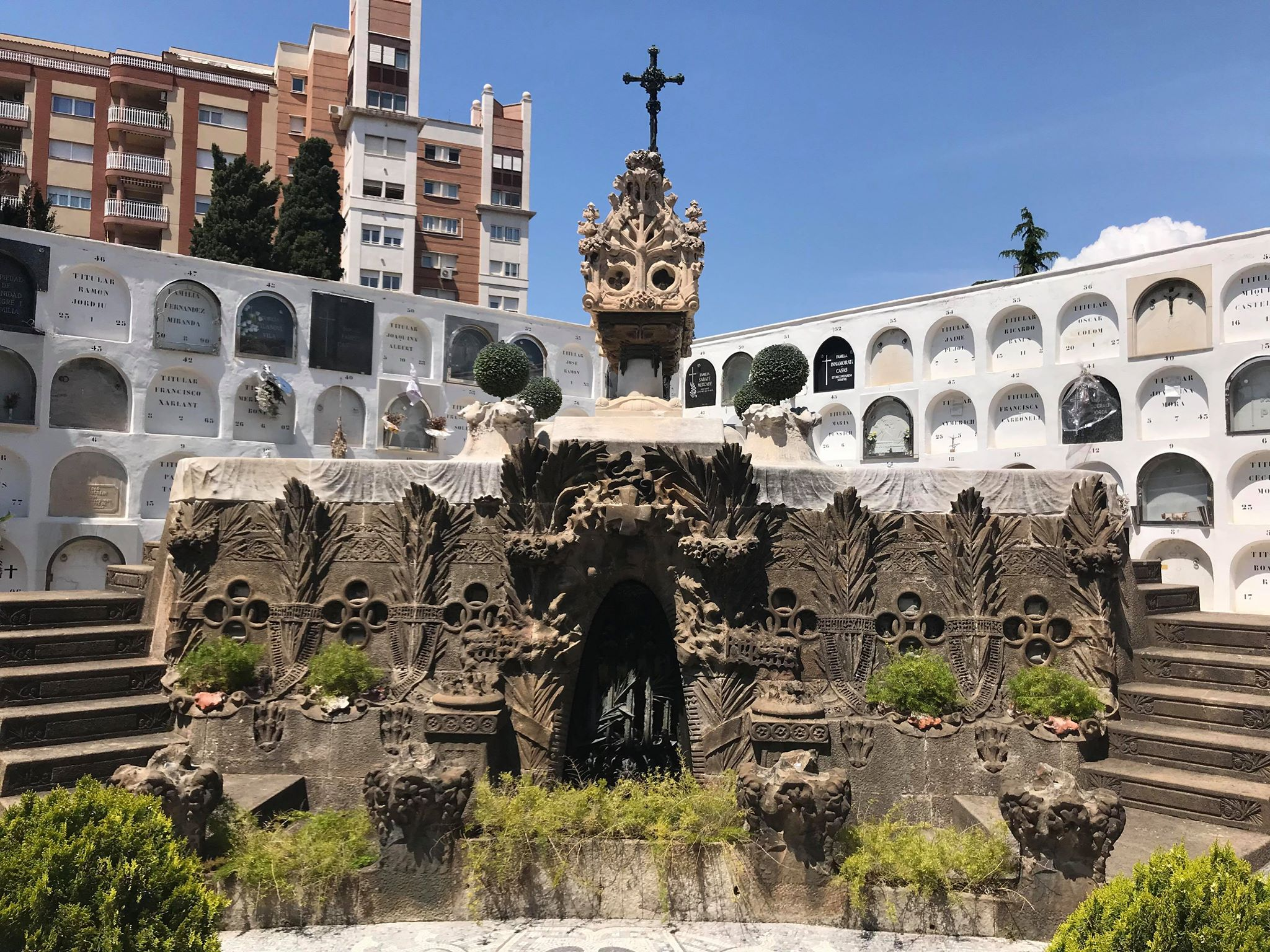
Panteó de la Família Bosch

El de la família Bosch és sens dubte el panteó més destacat del cementiri, obra d'estil modernista del badaloní Joan Amigó i Barriga, una de les millors d'aquest autor i una de les obres funeràries catalanes més notables. Està catalogat com a bé cultural d'interès local.
Té unes grans dimensions i una gran exuberància. La base està realitzada en pedra decorada amb diversos motius vegetals, escuts i imatges que representen la mort, encloent la cambra sepulcral semi-soterrània, que queda tancada per una reixa de ferro forjat. Al voltant d'aquesta base, dues escales laterals donen accés a una plataforma superior feta de marbre, on es dreça un fals sarcòfag, també de marbre, molt treballat amb garlandes roses i corones, amb una estructura gòtica i coronat per un crucifix de bronze.
El permís d'obres per a construir-lo es va concedir per part de l'Ajuntament de Badalona el 1907 a Llúcia Costa i Clapés, vídua de Vicenç Bosch i Grau (1845-1907), industrial i creador de l'Anís del Mono, mort el 14 de març de 1907, dia en què es van aturar bona part de les fàbriques de la ciutat per la popularitat de la qual havia gaudit l'empresari a Badalona.

### Francesc d'Assís Guixeras i família

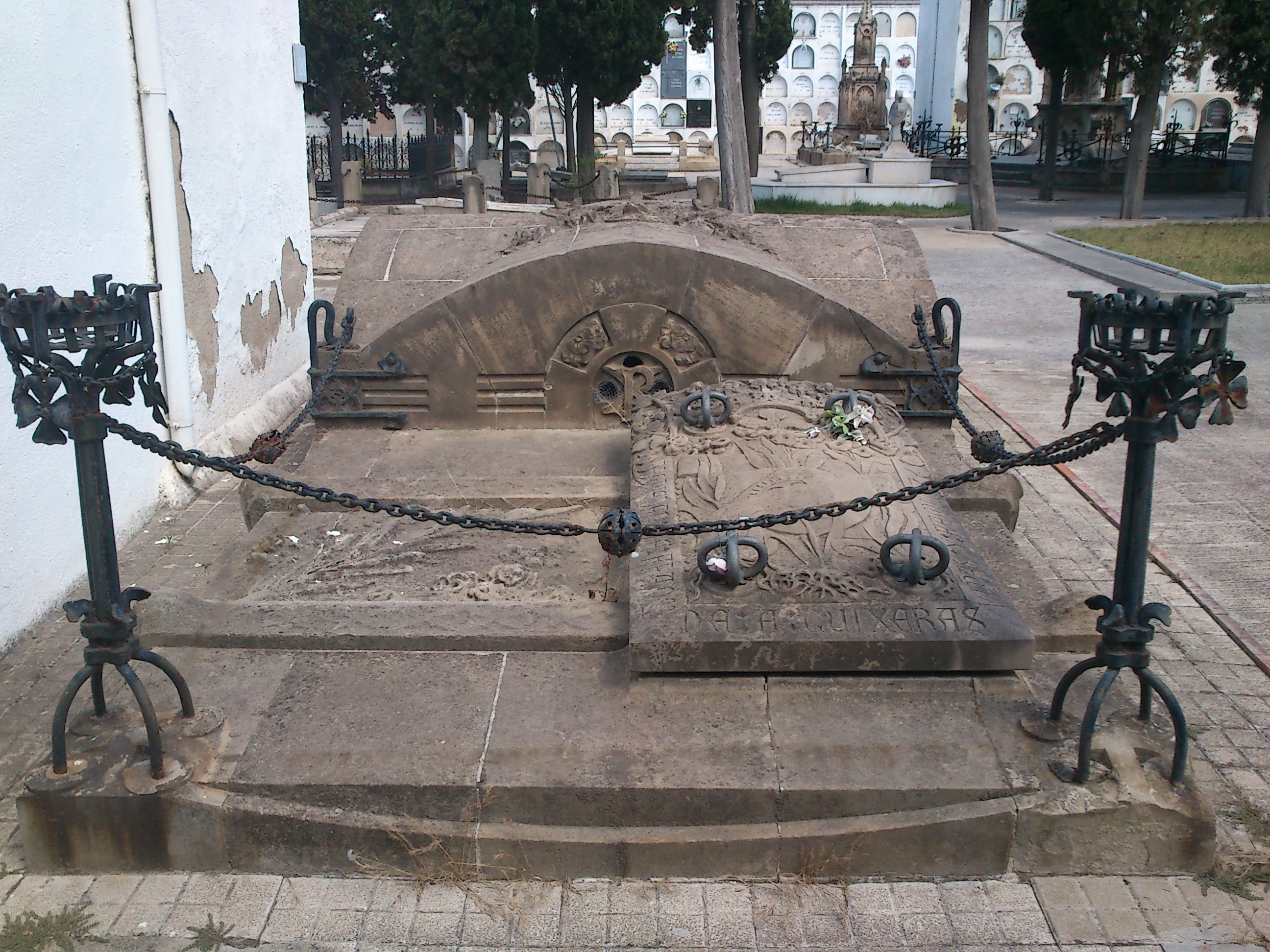
Tomba de Francesc Guixeras Viñas

És una obra d'estil modernista de l'arquitecte badaloní Joan Amigó i Barriga, va ser realitzada el 1904, per a Francesc d'Assís Guixeras i Viñas, polític liberal de la Restauració que va ser dues vegades alcalde de Badalona, i per a la seva família.
És un sepulcre amb fossa de pedra i teieres de ferro que sustenten unes cadenes que rodegen el panteó. Les línies decoratives mostren figures geomètriques d'influències procedent de la Secessió de Viena amb elements de caràcter gòtics i naturalistes.
La llosa, situada en una posició excèntrica, porta la inscripció que fa referència al seu propietari i a la seva família, la inscripció resa en tres parts: Propiedad de Francisco/ de A. Guixeras/ Viñas y familia.

## Altres persones enterrades
Al cementiri vell de Badalona hi ha enterrades personalitats badalonines o amb una gran relació amb la ciutat o que hi han viscut:
- Vicenç de Roca i Pi (Barcelona, 1780–Badalona, 1852) mercader i filantrop. Les restes van traslladar-s'hi el 2020.[7]
- Francesc Feliu i Vegués (Aitona, 1829–Badalona, 1913), mestre i agrimensor.
- Baldomer Solà i Seriol (Badalona, 1855–1922), metge i poeta.
- Martí Pujol i Planas (Badalona, 1859–1926), hisendat i polític, alcalde de Badalona (1906-10 i 1912-14).
- Antoni Bori i Fontestà (Badalona, 1861-1912), pedagog i escriptor.
- Enric Borràs i Oriol (Badalona, 1863–Barcelona, 1957), actor de teatre.
- Pau Rodon i Amigó (Badalona, 1870–1950) tècnic i professor de teoria i pràctica tèxtil.
- Joaquim Folch i Torres (Barcelona, 1886–Badalona, 1963), museòleg, historiador i crític d'art.
- Josep Costa i Font (Badalona, 1906-1990), obrer tèxtil i sindicalista.
- Joan Teixidor i Comes (Olot, 1913–Barcelona, 1992), escriptor i editor.
- Salvador Simón i Donatiu (Barcelona, 1925–2002),compositor de sardanes i activista cultural.